# Epsom Mad Funkers: The Best of EMF
Epsom Mad Funkers: The Best of EMF – jedyna ogólnodostęna kompilacja grupy EMF. Zawiera dwa, niepublikowane wcześniej utwory – Incredible oraz Let's Go.

## Lista utworów
CD 1:
1. Unbelievable — 3:30
2. "I Believe" — 3:16
3. "Children" — 3:39
4. "Lies" (Jim's Mix) — 3:38
5. "Girl of an Age" — 3:56
6. "Getting Through" — 4:19
7. "They're Here" — 3:50
8. "It's You" — 3:54
9. "Perfect Day (Perfect Mix)" — 3:15
10. "Glass Smash Jack" — 4:20
11. "Shining" — 6:08
12. "I'm a Believer (EMF & Reeves & Mortimer)" — 3:09
13. "Incredible" — 2:51
14. "Let's Go" — 3:47
15. "Search And Destroy" — 3:51
16. "EMF" (Live at The Bilson) — 3:53

CD 2:
1. "Unbelievable" (Bambaattaa House Mix) — 4:25
2. "I Believe" (Colt 45 Mix) — 8:21
3. "Children" (Battle For The Minds Of North Amerikkka Mix) — 6:59
4. "Head the Ball" (Put Away in the Back of the Net by Appollo 440) — 6:26
5. "Lies" (Dust Bros 12" Club Mix) — 5:20
6. "It's You" (13½% Extra Mix) — 9:03
7. "They're Here" (D:Ream Mix) — 9:46
8. "Perfect Day" (Chris And James' Epic Adventure) — 8:45
9. "The Light That Burns Twice As Bright" (Mystic Mix) — 4:32
10. "It's You" (Rad Rice Mix) — 7:05
11. "Unbelievable" (Ralph Jezzard Remix) — 6:36